# Anna Merciai
Anna Merciai (Firenze, 5 agosto 1957) è una scacchista italiana.

## Biografia
Inizia a giocare a 13 anni e due anni dopo partecipa al Torneo studentesco di Scacchi (1973) al Circolo Borghese e della stampa di Firenze, come unica rappresentante femminile.

## Carriera scacchistica
Ha partecipato ai campionati italiani femminili ottenendo i seguenti risultati:
- Valenza Po’ 1975 3ª classificata
- Bari 1976 3ª classificata
- Cattolica 1977 6/7ª classificata
- Latina 1978 2ª classificata
- Bratto della Presolana 1979 4/5ª classificata

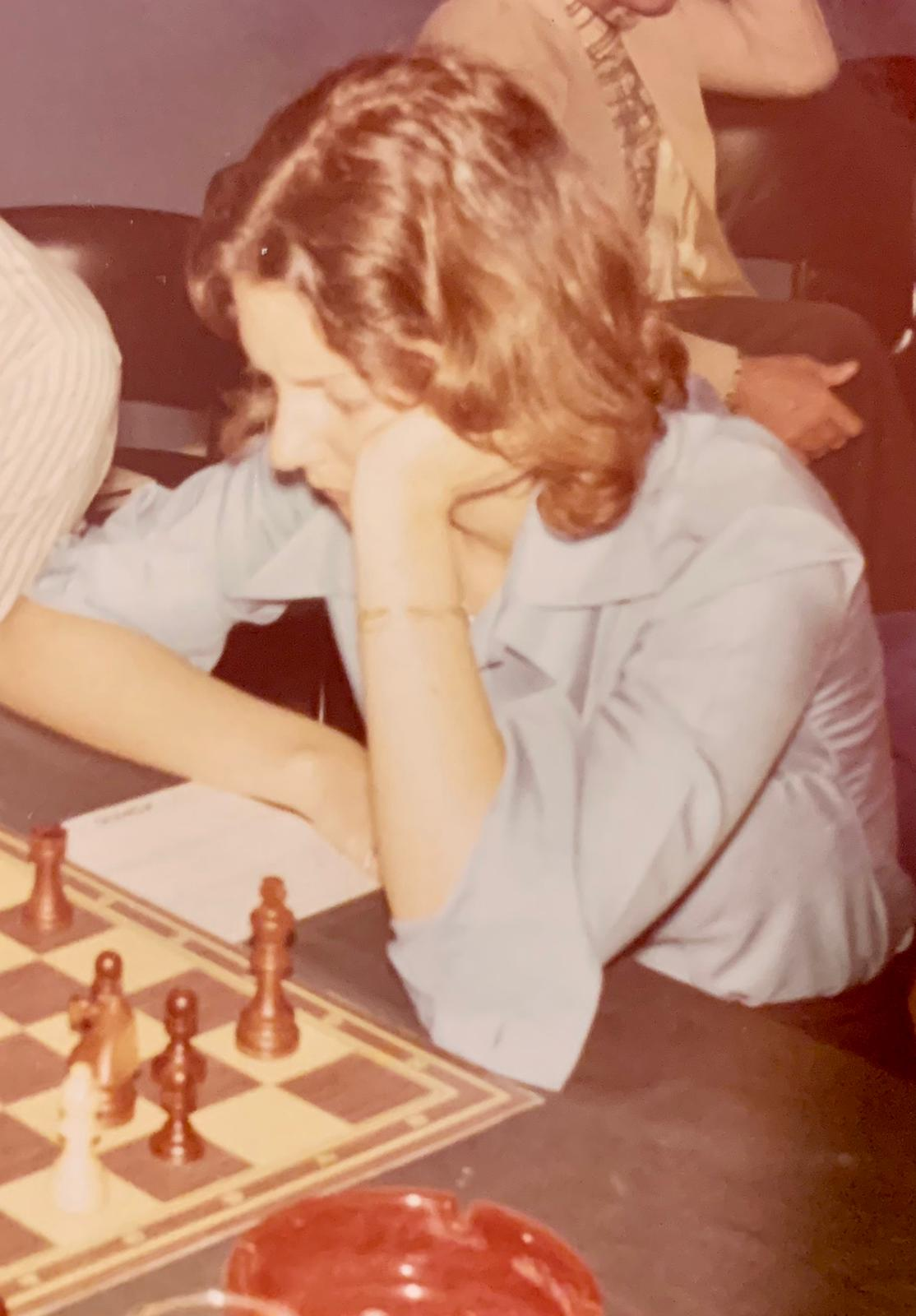
Anna Merciai in partita

Ha partecipato a due tornei internazionali ottenendo i seguenti risultati:
- Cotronei 1978 classificandosi 12º su 28
- Rovigo 1976 classificandosi 2º

Ha partecipato ai Campionati Italiani a Squadre Femminili tenuti a Il Ciocco (LU) 1975 e 1977 si è classificata 1ª.
Con la squadra italiana femminile ha partecipato alle Olimpiadi di Israele 1976 classificata seconda nella serie B e a Malta nel 1980.
Ha partecipato alla Selezione per i Campionati del Mondo femminili Area bacino del Mediterraneo a Travnik (Jugoslavia).
Ha raggiunto i 2005 punti Elo, divenendo così una delle 36 donne Candidato Maestro italiane.